# Décembre 1985

## Événements
- 2 décembre : loi Gramm-Rudman à l’initiative du Congrès qui prévoit la réduction progressive mais automatique si nécessaire du déficit budgétaire, les coupes étant répartie de façon égale sur les dépenses militaires et sociales.
- 6 décembre : le site de Pétra en Jordanie est inscrit sur la liste du patrimoine mondial de l'UNESCO.
- 7 décembre 1985 : explosions aux Galeries Lafayette Haussmann et au Printemps Haussmann à Paris (43 blessés).
- 8 décembre : fondation en à Dacca de la SAARC (South Asian Association for Regional Cooperation). Sur le chemin du retour, le général Muhammad Zia-ul-Haq, président de la République islamique du Pakistan, s’arrête à Delhi et s’engage avec Rajiv Gandhi à ne pas attaquer leurs installations nucléaires réciproques.
- 14 décembre - 30 décembre : guerre de la Bande d'Agacher entre le Burkina Faso et le Mali.
- 19 décembre : prise d'otages de la Cour d’Assises de Nantes par Georges Courtois, Patrick Thiolet et Abdelkrim Khalki.
- 21 décembre : ouverture du premier resto du cœur
- 23 décembre : création de la chaîne de télévision Canal J destinée aux enfants de 7 à 14 ans.
- 27 décembre : des palestiniens commettent les attentats des aéroports de Rome et de Vienne contre la compagnie El Al faisant 19 morts et 115 de blessés.
- 28 décembre (Liban) : accord à Damas entre les milices druzes, chiites et chrétiennes[1]. 
  - À l’automne, la Syrie essaie d’établir un accord entre les principales milices (Amal, druzes, FL). L’accord prévoit la fin de l’état de guerre, un gouvernement d’union nationale, la dissolution des milices, une parité parlementaire entre chrétiens et musulmans, un renforcement des pouvoirs du président du Conseil au détriment du président de la République, le retour des réfugiés civils, la réorganisation de l’armée, l’établissement de relations privilégiées avec la Syrie. Les chiites refusent l’accord car la parité va à l’encontre de leur conquête du pouvoir. Les autres parties refusent également.

## Naissances
- 1er décembre : Janelle Monáe, chanteuse américaine de musique soul et R&B.
- 2 décembre :
  - Justine Verdier, pianiste française.
  - Amaury Leveaux, nageur français.
- 3 décembre : Robert Swift, basketteur américain.
- 4 décembre : Sahar Moghadass, chanteuse, musicienne et danseuse iranienne.
- 5 décembre : André-Pierre Gignac, footballeur français.
- 6 décembre : Darius Washington, basketteur américain naturalisé macédonien.
- 7 décembre : Jon Moxley, catcheur américain à la World Wrestling Entertainment.
- 7 décembre: Norbert Feuillan, Analyste sportifs et Commentateur de l'AEW.

- 19 décembre : Gary Cahill, footballeur Anglais.

- 21 décembre : Adama Diallo (alias Adams, Barak Adama), rappeur français membre du groupe Sexion d'assaut.

- 23 décembre : Arcángel, chanteur et acteur américain d'origine de la république dominicaine.

- 25 décembre : 
  - Dritan Abazović, homme politique monténégrin.
  - Ioulia Svyrydenko, femme politique ukrainienne.

- 27 décembre : Adil Rami, footballeur français.

- 30 décembre : Florent Dorin, acteur français.

## Décès
- 2 décembre : Aniello Dellacroce, gangster italo-américain, Sottocapo de la famille Gambino de 1957 à 1985. (° 15 mars 1914)
- 12 décembre : Anne Baxter, actrice américaine (° 7 mai 1923).
- 26 décembre : Dian Fossey, éthologue américaine, assassinée par des braconniers (° 16 janvier 1932).
- 31 décembre : Rick Nelson, chanteur et acteur américain (° 8 mai 1940).